# بوياس
بلدية بوياس (بالإسبانية: Bullas) هي بلدية تقع في منطقة مرسية جنوب شرق إسبانيا.

## الديموغرافيا
بلغ عدد سكان بلدية بوياس 12.361 نسمة عام 2011 (وفقاً للمعهد الوطني الإسباني للإحصاء).
| 10.488 | 10.677 | 11.164 | 11.641 | 12.020 | 12.493 | 12.361 |

## توأمة
لبوياس اتفاقيات توأمة مع:
- بوسا

## أعلام
- خوان لوبيز سانشيز
- ميغيل فرنانديز
- أنطونيو روبيو